# Emanuele Crialese
Emanuele Crialese (Roma, 27 maggio 1965) è un regista e sceneggiatore italiano.

## Biografia
Nato biologicamente come donna con il nome di Emanuela a Roma da genitori siciliani.
Studia alla Libera Università del Cinema di Roma e successivamente alla New York University, dove si laurea nel 1995.
Dopo aver girato diversi corti, esordisce con un lungometraggio nel 1997, Once We Were Strangers, una coproduzione italo-americana, finanziata da un produttore che aveva notato Crialese durante il suo periodo di apprendistato negli Stati Uniti. Nel film, come in altri suoi lavori successivi, appare Vincenzo Amato.
Seguono i lungometraggi Respiro e Nuovomondo, entrambi ambientati in Sicilia, film che riscuotono notevole successo di critica e di pubblico, in particolare all'estero, specialmente in Francia. Nuovomondo viene presentato in concorso ufficiale alla Mostra Internazionale d'Arte Cinematografica di Venezia, nel settembre 2006, riscuotendo un buon successo di pubblico che gli vale uno speciale e non previsto Leone d'Argento come Rivelazione, appositamente ideato dalla Giuria quell'anno e mai più riproposto, la candidatura italiana per l'Oscar al miglior film straniero e tre nomination ai David di Donatello. Ha inoltre ricevuto la nomination per l'European Film Awards per il miglior regista.
Il suo quarto lungometraggio, Terraferma, la cui trama tratta dell'immigrazione clandestina dall'Africa in Italia, è stato presentato al Festival di Venezia 2011 in cui è stato accolto con una standing ovation e ha ricevuto il Leone d'argento - Gran premio della giuria. Il film è uscito nelle sale italiane il 7 settembre 2011 ed è stato selezionato per l'Oscar al miglior film straniero. Nel 2012 ha vinto il Premio Mario Monicelli per la miglior regia al Bif&st di Bari per il film Terraferma.
Nel 2014 ha ricevuto il Premio Nazionale Cultura della Pace «per aver mostrato attraverso le sue opere, i suoi film e i suoi racconti un'umanità in viaggio alla ricerca di un luogo di vita dignitoso dove poter esprimere il proprio desiderio di appartenenza al consesso umano ed il proprio progetto vitale. Mostra un'umanità attenta ad affermare con forza il proprio essere nel mondo, a manifestare con semplicità e chiarezza la cittadinanza mondiale di ogni uomo, al di là di confini e frontiere artificiosamente costruiti. La dignità non ha carta d'identità o passaporto che possa negare il diritto di ognuno all'esistenza». In occasione della 79ª Mostra internazionale d'arte cinematografica di Venezia, dove è in concorso il suo film autobiografico L'immensità, fa pubblicamente coming out in merito alla sua transizione.

## Filmografia

### Lungometraggi
- Once We Were Strangers (1997)
- Respiro (2002)
- Nuovomondo (2006)
- Terraferma (2011)
- L'immensità (2022)

### Cortometraggi
- Call me (1991)
- Heartless (1994)

### Spot pubblicitari
- Spot 100 anni di BNL Gruppo BNP Paribas (2013)

## Premi e riconoscimenti
- Festival di Cannes 2002  - Premio Settimana della critica per Respiro
- Ciak d'oro 2007 per il miglior film per Nuovomondo[6]
- Festival di Venezia 2006 - Leone d'Argento - Rivelazione per Nuovomondo
- Festival di Venezia 2006 - Premio Pasinetti per Nuovomondo
- Festival di Venezia 2011 - Premio Pasinetti per Terraferma
- Festival di Venezia 2011 - Leone d'argento - Gran premio della giuria per Terraferma